# Rafik Mefti
Rafik Mefti, né le 2 juin 1977, est un athlète algérien, spécialiste du saut à la perche. 

## Biographie
Il remporte la médaille d'or du saut à la perche lors des championnats d'Afrique 2000, à Alger, en franchissant une barre à 5,00 m.

### Palmarès
| Date | Compétition            | Lieu      | Résultat | Épreuve          | Performance |
| ---- | ---------------------- | --------- | -------- | ---------------- | ----------- |
| 1995 | Jeux africains         | Harare    | 3e       | Saut à la perche | 4,80 m      |
| 2000 | Championnats d'Afrique | Alger     | 1er      | Saut à la perche | 5,00 m      |
| 2003 | Jeux afro-asiatiques   | Hyderabad | 3e       | Saut à la perche | 4,95 m      |

### Records
| Épreuve          | Performance | Lieu   | Date         |
| ---------------- | ----------- | ------ | ------------ |
| Saut à la perche | 5,12 m      | Annaba | 13 juin 1995 |